# Thouron
Thouron is een gemeente in het Franse departement Haute-Vienne (regio Nouvelle-Aquitaine) en telt 462 inwoners (2004). De plaats maakt deel uit van het arrondissement Bellac.

## Geografie
De oppervlakte van Thouron bedraagt 13,9 km², de bevolkingsdichtheid is 33,2 inwoners per km².
De onderstaande kaart toont de ligging van Thouron met de belangrijkste infrastructuur en aangrenzende gemeenten.

## Demografie
Onderstaande figuur toont het verloop van het inwonertal (bron: INSEE-tellingen).